# Guernsey Bean Jar
 (janvier 2016).
Si vous disposez d'ouvrages ou d'articles de référence ou si vous connaissez des sites web de qualité traitant du thème abordé ici, merci de compléter l'article en donnant les références utiles à sa vérifiabilité et en les liant à la section « Notes et références ».
Le Guernsey Bean Jar (en guernesiais : enne jarraie d'haricaots ; en français : « pot de haricots de Guernesey ») est un plat traditionnel de l'île de Guernesey. C'est une sorte de cassoulet local très populaire.
Depuis les temps anciens, les boulangers permettaient aux résidents de faire cuire le Bean Jar dans leur four, pendant la nuit, afin que le plat soit mangé au petit déjeuner du lendemain. Les habitants leur apportaient donc leur pot de haricots.
De nos jours, le Bean Jar de Guernesey est surtout consommé au dîner et beaucoup moins au petit déjeuner.